# Steven Knight
Steven Knight (ur. 1 kwietnia 1959 w Marlborough) – brytyjski scenarzysta, reżyser i producent filmowy. Autor scenariuszy do wielu brytyjskich programów telewizyjnych i filmów, m.in. Koliber (2013) czy Locke (2013). Nominowany do Oscara za najlepszy scenariusz oryginalny do filmu Niewidoczni (2002) w reżyserii Stephena Frearsa. Współtwórca formatu Who Wants to Be a Millionaire?.

## Filmografia

### Reżyser
- 2013: Koliber (Hummingbird)
- 2013: Locke
- 2019: Przynęta (Serenity)[1][2]